# Eitaku Kobayashi

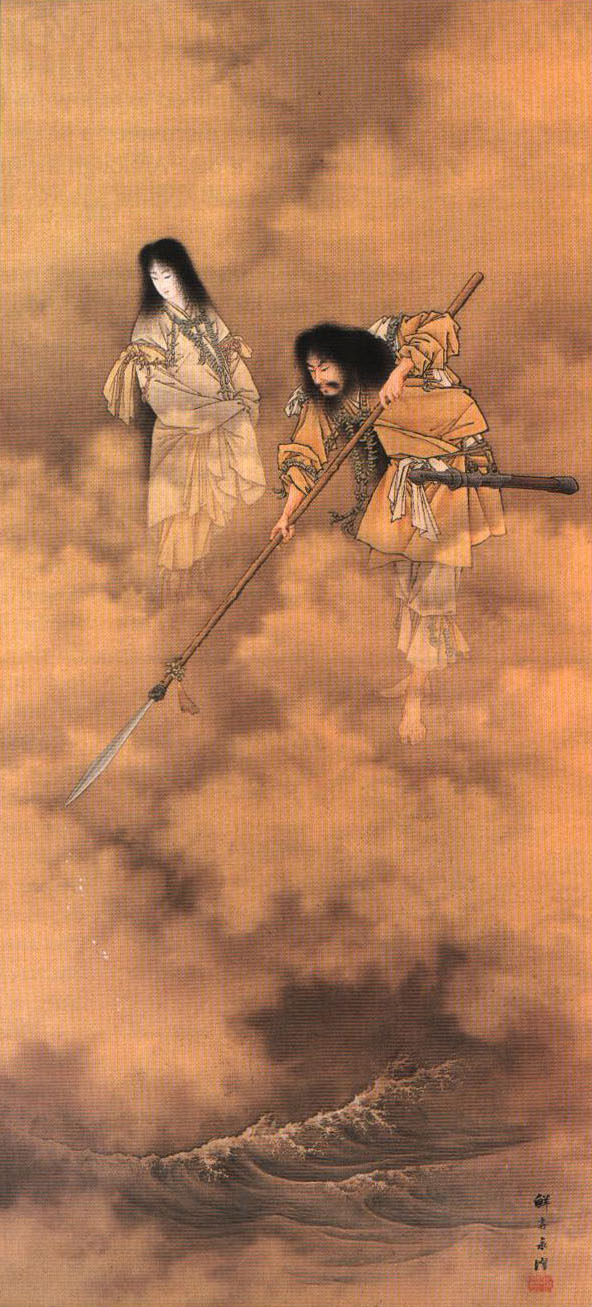
Eitaku Kobayashi – Izanagi com Izanami(1885).

Eitaku Kobayashi, cujo verdadeiro nome era Kobayashi Shutaro nasceu em 23 de março de 1843, morreu em 27 de maio de 1890, foi um pintor japonês. Sua carreira ocorreu durante finais do período Edo e inícios da Era Meiji.